# Ciarán
Cet article possède un paronyme, voir Cioran.
Ciarán est un prénom  irlandais.

## Étymologie
Il vient du mot irlandais ciar  signifiant « noir, sombre » suivi du diminutif -án.
Dans la mythologie irlandaise Ciar est le fils de Fergus mac Róich il aurait donné son nom au comté de Kerry.
Il est traduit par « Petit homme sombre » (« Little dark one »), « l'homme aux cheveux noirs » (« Dark hair one »).
Ce prénom a été anglicisé sous différentes formes : Ciaran, Kieran, Keiran, Keiron, Keiren, Keerun, Kiran
Ce prénom porté par deux des douze apôtres de l'Irlande qui ont vécu au VIe siècle, Kieran de Clonmacnoise (Ciarán of Clonmacnoise) et Kieran de Saighir (Ciarán_of_Saigir), a été assimilé abusivement à saint Piran, honoré en Cornouailles et en Bretagne
Sa variante féminine est Ciara, anglicisée en Keira, Kiara ou Kiera.
Ciarán est prononcé [ciəˈɾˠaːn̪ˠ] en irlandais.

## Patronyme
- Cian Ciaran (né en 1976), musicien, compositeur et producteur gallois.

## Personnalités
- Ciarán Bourke (1935-1988), chanteur et musicien irlandais ;
- Ciaran Brennan, compositeur et musicien, a composé des musiques de films tels que Le Dernier des Mohicans (film, 1992) [2], et joue dans le groupe irlandais Clannad[3] ;
- Ciarán Carson (1948-2019), poète et romancier britannique ;
- Ciaran Clark (né en 1989), footballeur international irlandais ;
- Ciarán Cuffe (né en 1963), homme politique irlandais ;
- Ciaran Fitzgerald (né en 1952), ancien joueur de rugby à XV ;
- Ciarán Fitzgerald (né en 1983), acteur irlandais ;
- Ciarán Foy (né en 1979), réalisateur, scénariste, producteur et monteur irlandais ;
- Ciarán Frawley (né en 1997), joueur international irlandais de rugby à XV ;
- Ciaran Hearn (né en 1985), joueur international canadien de rugby à XV ;
- Ciarán Hinds (né en 1953), acteur irlandais ;
- Ciarán Kilduff (né en 1988), footballeur irlandais ;
- Ciaran McKeown (1943-2019), militant de la paix nord-irlandais ;
- Ciaran O'Lionaird (né en 1988), athlète irlandais ;
- Ciarán Ó Gealbháin (né en 1975), interprète de chants sean-nós (chants traditionnels irlandais) [4] ;
- Ciaran Madden (née en 1942), actrice de télévision britannique ;
- Ciarán McMenamin (né en 1975), acteur nord-irlandais ;
- Ciarán Power (né en 1976), cycliste irlandais.

## Saints portant le nom de Ciarán
- 'Ciarán of Disert-Kieran, considéré par les annalistes irlandais comme « Kieran le dévôt », mort le 14 juin 775, il écrivit « une vie de saint Patrick », fête  liturgique le 14 juin
- Ciarán of Clonsost, fêté le 30 avril
- Ciarán mac Colga, fêté le 19 mai

## Saints portant le nom de Kieran
- Kieran de Clonmacnoise (Ciarán of Clonmacnoise)
- Kieran de Saighir (Ciarán_of_Saigir)

## Météorologie
- Ciarán, tempête hivernale en Europe en novembre 2023 (nuit du 1er au 2 novembre). Le prénom Ciarán a été donné en hommage au fonctionnaire Ciarán Fearon du ministère de l'infrastructure nord irlandais[5].

## Crédits
- (en) Cet article est partiellement ou en totalité issu de l’article de Wikipédia en anglais intitulé « Ciarán » (voir la liste des auteurs).